# Bělomorskaja (stanice metra v Moskvě)
Bělomorskaja (rusky Беломорская) je stanice moskevského metra na Zamoskvorecké lince. Byla otevřena veřejnosti 20. prosince 2018 na již zprovozněném úseku Rečnoj vokzal - Chovrino.

## Charakter stanice
Stanice Bělomorskaja je umístěna podél stejnojmenné ulice poblíž jejího křížení se Smolnou ulicí (Смольная улица) ve čtvrti Levoberežnyj na severním okraji Moskvy.  Stanice disponuje jedním podzemním vestibulem, od kterého jsou východy k zastávkám veřejné dopravy i k budoucímu podchodu pod Bělomorskou ulicí. Zvláštností vestibulu je to,že je rozdělen na dvě částí, vchodovou a východovou. Každá s těchto částí je propojena s nástupištěm eskalátory. V budoucnu se uvažuje o vybudování druhého vestibulu. 
Bělomorskaja je sloupová mělce založená stanice s jedním ostrovním nástupištěm. Výzdoba stanice je tematicky svázána s pobřežím Bílého moře. Je tedy laděná do odstínů zelené, tmavě modré a bílé barvy, což má symbolizovat moře, noční nebe a sníh. Sloupy i stěny stanice jsou obloženy bílým mramorem, v mezerách mezi některými sloupy jsou umístěny lavičky spolu s několika mozaikovými panely na kterých jsou vyobrazeny Valaamský a Solověcký klášter, Kižský pogost a krajiny na severu. Podlahu nástupiště pokrývá šedá sibiřská žula, strop má barvu mořských vln. Do bílých a zelených odstínů barvy je laděn i vestibul, pozemní stavby jsou laděny do zelené. 

## Perspektivy
V budoucnu se Bělomorskaja může stát přestupní stanicí na novou Molžaninovskou linku. 

## Fotogalerie
- Celkový pohled na nádražní halu
- Vstupní budova
- Dekorace v budově
- Hala